# Jaén
|  | Per a altres significats, vegeu «Jaén (desambiguació)». |

Jaén (en castellà, Jaén) és la capital de la província de Jaén, o com també se la coneix, capital del Sant Regne. Situada al sud d'Espanya i al nord-est d'Andalusia. Té una població de 116.176 habitants (2013, font INE), que suposa aproximadament una sisena part de la població de tota la província.

## Monuments
- Els Banys Àrabs, els majors d'Europa, construïts al període d'Abd-Al-Rahman II, estan sota el Palau de Villardompardo.
- Els nombrosos convents del segle xvi entre els quals sobresurt el Real Convent de Santo Domingo.
- La Catedral, declarada Monument Històric-Cultural i proposta a Patrimoni Mundial, renaixentista encara que amb elements barrocs a portades i façana.
- El Castell de Santa Catalina: imponent conjunt militar que "vola" sobre la ciutat. Els orígens es remunten a Hanníbal, que possiblement va construir les primeres torres i posteriorment va ser fortificat i reforçat al llarg dels segles. La Torre de l'Homenatge, de quaranta metres d'altura, va ser construïda per Ferran III de Castella.
- La Capella de San Andrés: construïda sobre un antic palau visigot, seu de l'antiga i noble Cofradia de San Andrés
- L'Església de San Ildefonso: Després de la Catedral, és l'església més gran i excel·lent de la ciutat. Es va construir en estil gòtic als segles xiv i xv i posseïx tres façanes: una gòtica, una altra renaixentista i l'última, impressionant, neoclàssica.
- Museu de Jaén

## Història
Després de la conquesta àrab la ciutat es va dir Djayyan i es va instal·lar a la zona el djund de Kinnasrin. El 825 Abd al-Rahman II va fer construir una gran mesquita a la localitat al governador local Maysara. Omar ben Hafsun, el rebel muladí, la va dominar per molt de temps fins a la seva derrota a Poley el maig del 891. El 892 va tornar a passar al rebel que la va conservar fins al 903. Després de la caiguda del califat (1012) s'hi van instal·lar els Banu Birzal i els Banu Ifran; després va caure en mans del senyor de Granada Habús ibn Maksan. Va passar als almoràvits i als almohades (1149). La va conquerir Ibn Mardanix de Múrcia el 1159 que la va cedir al seu sogre Ibrahim ibn Hamushk. El 1162 fou assetjada pels sayyids Yússuf i Uthman però no la van poder ocupar. Ibn Hamuskh la va entregar als almohades (1169) i Ibn Mardanix va tornar per conquerir-la i no ho va aconseguir. A la campanya de les Navas de Tolosa Jaén fou base dels musulmans; el sayyid Abd Allah al-Bayasi, el governador de la ciutat, es va revoltar contra el seu senyor al-Àdil i es va aliar amb Ferran III de Castella, que va assetjar la vila però es va haver de retirar i finalment el 1246 la va conquerir; en la resta del segle i el següent fou atacada diverses vegades pels Banu Marín i els nassarites de Granada però sempre sense èxit.

## Persones il·lustres
- Ibn Abd al-Samad, poeta andalusí.
- Antonio Jiménez Manjón, guitarrista i mestre de música (1886-1919).
- David Broncano (actor i comediant)